# Kylämäki
Kylämäki (Zweeds:Kurala by) is een museumdorp in de Finse gemeente Turku. Het gebied is bewoond geweest sinds de zevende eeuw. Het dorp laat het Finse landbouwleven uit de jaren 50 zien. Het museum opende in 1988. De objecten voor de inrichting in de boerderijen komen uit de collectie van het Turku museum center en in tegenstelling tot andere musea laten ze de bezoekers deze objecten aanraken. Het dorp bestond oorspronkelijk uit de 3 huizen genaamd Kohmo, Rasi en Huhko. In de 19e eeuw splitste al deze huizen in twee en werden ze onderscheiden met het woord Iso (Groot) en Vähä (Klein) voor hun naam. Tegenwoordig staan nog 4 van de 6 oorspronkelijke huizen. De meeste gebouwen dateren uit de 19e eeuw behalve Iso-Rasi die in 1916 gebouwd is. Het oudste gebouw is het opslaghuis wat uit de 18e eeuw dateert hoewel delen van de andere gebouwen waarschijnlijk even oud zijn. In de zomer lopen meerdere boerderijdieren rond. De dieren worden verzorgd door hun eigen verzorger.